# مرادآباد (مقاطعة دهغلان)
مرادآباد (بالفارسية: مرادآباد) هي قرية تقع في قسم ايلان الجنوبي الريفي (مقاطعة دهغلان) في إيران. يقدر عدد سكانها بـ 381 نسمة .